# 九州旅客鉄道鉄道事業本部

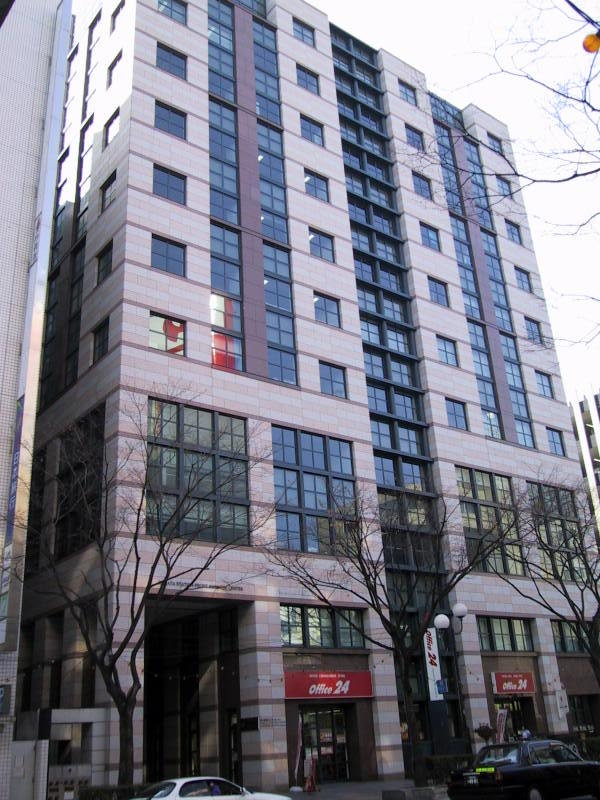
JR九州 本社（博多駅前ビジネスセンタービル6 - 11F）

九州旅客鉄道鉄道事業本部（きゅうしゅうりょかくてつどうてつどうじぎょうほんぶ）は、九州旅客鉄道（JR九州）本社内の組織（現業機関）である。所在地は福岡県福岡市博多区博多駅前3-25-21。長崎支社とともに旧日本国有鉄道九州総局の流れを汲む。

## 組織
2025年（令和7年）4月1日現在
- 安全創造部
- お客様満足推進部
- 事業統括部
- クルーズトレイン本部
- 新幹線部
  - 企画課
  - 運輸課
  - 工務課
- 営業部 
  - 企画課
  - 営業課
  - 販売課
  - 旅行課
  - 総合販売センター
- 運輸部 
  - 企画課
  - 輸送課
  - 乗務員課
  - 車両課
- 工務部 
  - 企画課
  - 保線課
  - 工事課
  - 設備課
  - 電力課
  - 信号通信課
  - システム課
- 運行管理部
- 建設工事部 
  - 企画課
  - 施設課
  - 電気課
  - 博多駅工事事務所
- 佐賀鉄道事業部
- 筑豊篠栗鉄道事業部

## 沿革
- 1950年（昭和25年）8月1日 - 門司鉄道管理局発足[2]。
- 1957年（昭和32年）1月16日 - 西部支社発足。
- 1970年（昭和45年）8月15日 - 支社制度廃止に伴い西部支社を九州総局に改称。
- 1985年（昭和60年）3月20日 - 門司鉄道管理局を九州総局に統合[2]。
- 1987年（昭和62年）4月1日 - 九州旅客鉄道発足。発足に際しては福岡市内に福岡本社が設置され、旧九州総局を北九州本社として2本社体制を採る。旧九州総局に相当する業務のうち、佐賀県の一部と長崎県全域は九州旅客鉄道 長崎支店（現在の長崎支社）に承継し、それ以外は九州旅客鉄道 鉄道事業本部管轄となる（通称は本社直轄）。
- 1988年（昭和63年）9月1日 - 上山田線廃線。
- 1989年（平成元年）
  - 10月1日 - 伊田線・糸田線・田川線廃止（平成筑豊鉄道に転換）。
  - 12月23日 - 宮田線廃線。
- 1991年（平成3年）6月1日 - 唐津鉄道事業部発足。
- 1996年（平成8年）6月1日 - 筑豊篠栗鉄道事業部発足。
- 1999年（平成11年）6月1日 - 久留米鉄道事業部および日田彦山鉄道事業部発足。
- 2000年（平成12年）3月6日 - 福岡本社移転。
- 2001年（平成13年）
  - 4月1日 - 北九州本社を福岡本社に併合。北九州市には別途在来線の地方組織として北部九州地域本社を新設。本社が直轄していた各在来線の管理を北部九州地域本社に移行[3]。
  - 6月1日 - 佐賀鉄道部発足。
- 2003年（平成15年）12月1日 - 九州新幹線の部分開業に備え、鹿児島県川内市（現在は薩摩川内市）に新幹線鉄道事業部を設置。
- 2004年（平成16年）
  - 3月13日 - 九州新幹線 新八代 - 鹿児島中央間開業。
  - 6月1日 - 鹿児島総合車両所が鹿児島支社から本社直轄となり[4]、略号も「鹿カコ」から「本カコ」に変更される
- 2009年（平成21年）4月1日 - 日田彦山鉄道事業部を筑豊篠栗鉄道事業部に統合[3]。
- 2010年（平成22年）
  - 4月1日 - 北部九州地域本社が管轄していた各在来線の管理が再度本社直轄に戻る[3]。これにより、北部九州地域本社は企画部のみ残される形となる。九州新幹線の鹿児島ルート全線開業に備え、鉄道事業本部内に新幹線部を発足。その後、全線開業までの間に新幹線鉄道事業部の機能を順次移行。
  - 11月22日 - 九州新幹線に熊本総合車両所を設置。川内新幹線車両センターの機能を全面移行。
- 2011年（平成23年）
  - 3月12日 - 九州新幹線 博多 - 新八代間開業。川内新幹線車両センターを川内駅構内に統合する形で廃止[5]。
  - 4月1日 - 鹿児島総合車両所を廃止。車両基地機能を鹿児島車両センターとして鹿児島支社に移管するとともに宮崎車両センター新編。
- 2021年（令和3年）4月1日 - 佐賀鉄道部と唐津鉄道事業部と統合し、佐賀鉄道事業部発足。
- 2022年（令和4年）
  - 6月20日 - 西九州新幹線に熊本総合車両所大村車両管理室を設置。
  - 9月23日 - 西九州新幹線 武雄温泉 - 長崎間開業。

## 管轄路線
福岡県全域と佐賀県の大部分に加え、大分県日田市の一部も管轄している。
- 福岡県内の山陽新幹線と博多南線はJR西日本新幹線鉄道事業本部の管轄。小倉駅と博多駅についても、JR九州本社鉄道事業本部は在来線部分のみ管理する（博多南線は在来線であるが、博多駅では新幹線ホームに発着）。
- 佐賀県内の佐世保線は長崎支社の管轄。

路線
※ 本社・支社の境界は閉塞区間上にあるため、境界線の内側の停車場（駅・信号場など）を記載している。なお、●印が付いた路線は他線接続駅しか管理区間内に入っていない路線である。JR支社境も参照のこと。
| 路線名       | 区間                                        | 備考 |
| ------------ | ------------------------------------------- | --- |
| 九州新幹線   | 博多 - 鹿児島中央間（博多駅構内を除く全線） | 駅運転・営業業務は新鳥栖 - 新大牟田間の4駅のみ直轄 |
| 西九州新幹線 | 武雄温泉 - 長崎間（全線）                   | 駅運転・営業業務ならびに乗務員配置は長崎支社の管轄 |
| 鹿児島本線   | 門司港 - 大牟田                             | |
| 日豊本線     | 小倉 - 吉富間                               | |
| 山陽本線     | 下関 - 門司間（下関駅構内除く）             | |
| 長崎本線     | 鳥栖 - 肥前大浦間                           | |
| 久大本線     | 久留米 - 豊後三芳間                         | |
| 筑豊本線     | 若松 - 折尾 - 桂川 - 原田間（全線）         | 「若松線」としては 若松 - 折尾間 「福北ゆたか線」としては黒崎 - 折尾 - 桂川 - 吉塚 - 博多間 （ただし、折尾 - 吉塚間の前後は鹿児島本線） 「原田線」としては桂川 - 原田間 |
| 篠栗線       | 桂川 - 吉塚間（全線）                       | 「若松線」としては 若松 - 折尾間 「福北ゆたか線」としては黒崎 - 折尾 - 桂川 - 吉塚 - 博多間 （ただし、折尾 - 吉塚間の前後は鹿児島本線） 「原田線」としては桂川 - 原田間 |
| 日田彦山線   | 城野 - 夜明間（全線）                       | |
| 後藤寺線     | 田川後藤寺 - 新飯塚間（全線）               | |
| 香椎線       | 西戸崎 - 宇美間（全線）                     | |
| 唐津線       | 久保田 - 西唐津間（全線）                   | |
| 筑肥線       | 姪浜 - 唐津間 山本 - 伊万里間（全線）       | |
| ●佐世保線    | 江北 - （下小田第1踏切付近）間              | |

なお、国鉄九州総局との相違点は次のとおり（長崎支社関係および九州新幹線を除く）。
- 鹿児島本線
久留米駅から南（同駅構内を含まない）は熊本鉄道管理局の管内
- 日豊本線
行橋駅から南（同駅構内を含まない）は大分鉄道管理局の管内

## 鉄道事業部
- 筑豊篠栗鉄道事業部
- 佐賀鉄道事業部

## 車両基地
- 熊本総合車両所「幹クマ」
  - 熊本総合車両所大村車両管理室
- 南福岡車両区「本ミフ」
  - 南福岡車両区竹下車両派出[14]（※ 配置車両なし）
- 小倉総合車両センター門司港車両派出「本コラ」
- 筑豊篠栗鉄道事業部直方車両センター「本チク」
- 佐賀鉄道事業本部唐津車両センター「本カラ」

## 車両工場
- 熊本総合車両所
- 小倉総合車両センター

## 設備保全区所
- 門司保線区（担当区間：鹿児島本線門司港 - 海老津間、山陽本線管内全区間、日豊本線管内全区間）[15]
  - 小倉管理室
- 博多保線区（担当区間：鹿児島本線教育大前 - 大牟田間、香椎線全線、久留米鉄道事業部管内全区間）[15]
  - 南福岡管理室
  - 香椎管理室
- 小倉電力区
- 小倉信号通信区
- 博多電力区
- 博多信号通信区
- 折尾工務所（2024.4.1発足、門司保線区折尾管理室と折尾信号通信区と折尾電力区を統合）
- 筑豊篠栗鉄道事業部直方工務所[15]
- 佐賀鉄道事業部佐賀工務所[15]
- 博多設備区

## 乗務員区所

### 運転士
- 小倉運転区
- 博多運転区
- 南福岡運転区
- 久留米鉄道事業部久留米運輸センター

### 車掌
- 門司車掌区
- 博多車掌区

### 運転士・車掌
- 博多新幹線乗務所
- 筑豊篠栗鉄道事業部直方運輸センター
- 佐賀鉄道事業部唐津乗務センター

## 指令所
- 博多総合指令センター
- 東京指令所